# 아제르바이잔의 지리

아제르바이잔의 지형

아제르바이잔의 지리는 캅카스 남부 지역의 산과 평야를 중심으로 펼쳐져 있으며 유럽과 서아시아를 잇는 교량 지역이다. 크게 보아 세 가지 중요한 특징이 있는데, 동쪽에 카스피해가 있고, 북쪽으로 볼쇼이캅카스산맥이 놓여 있으며, 나라의 중심부에 평야가 놓여 있다. 나라 전체의 넓이는 대략 포르투갈이나 미국 메인주와 비슷하여 약 86,600 ㎢이다.  옛 소련에 속할 때에는 전체 연방 국토의 1% 정도에 해당하였지만, 남캅카스에 있는 세 나라(아제르바이잔, 아르메니아, 조지아) 가운데는 가장 큰 영토를 보유하고 있다. 아제르바이잔은 아르메니아와 복잡한 국경분쟁을 겪고 있는데, 아르메니아 영토 안에 월경지인 나흐츠반 자치 공화국이 있으며, 두 나라 사이에서 독립을 선언한 아르차흐 공화국을 두고도 2020년 나고르노카라바흐 전쟁과 같은 분쟁을 겪고 있다.
아제르바이잔은 서쪽으로는 아르차흐 공화국을 끼고 아르메니아와 접해있으며, 동쪽에는 가스피해, 북쪽은 볼쇼이캅카스산맥을 경계로 하여 조지아, 러시아와 국경을 맞대고 있다. 남쪽 국경 너머는 이란이다. 나흐츠반 자치 공화국의 북서쪽 일부 경계는 터키와 맞닿는다. 수도는 카스피해 연안의 항구인 바쿠로 석유 산업의 요충지이다.

## 지형

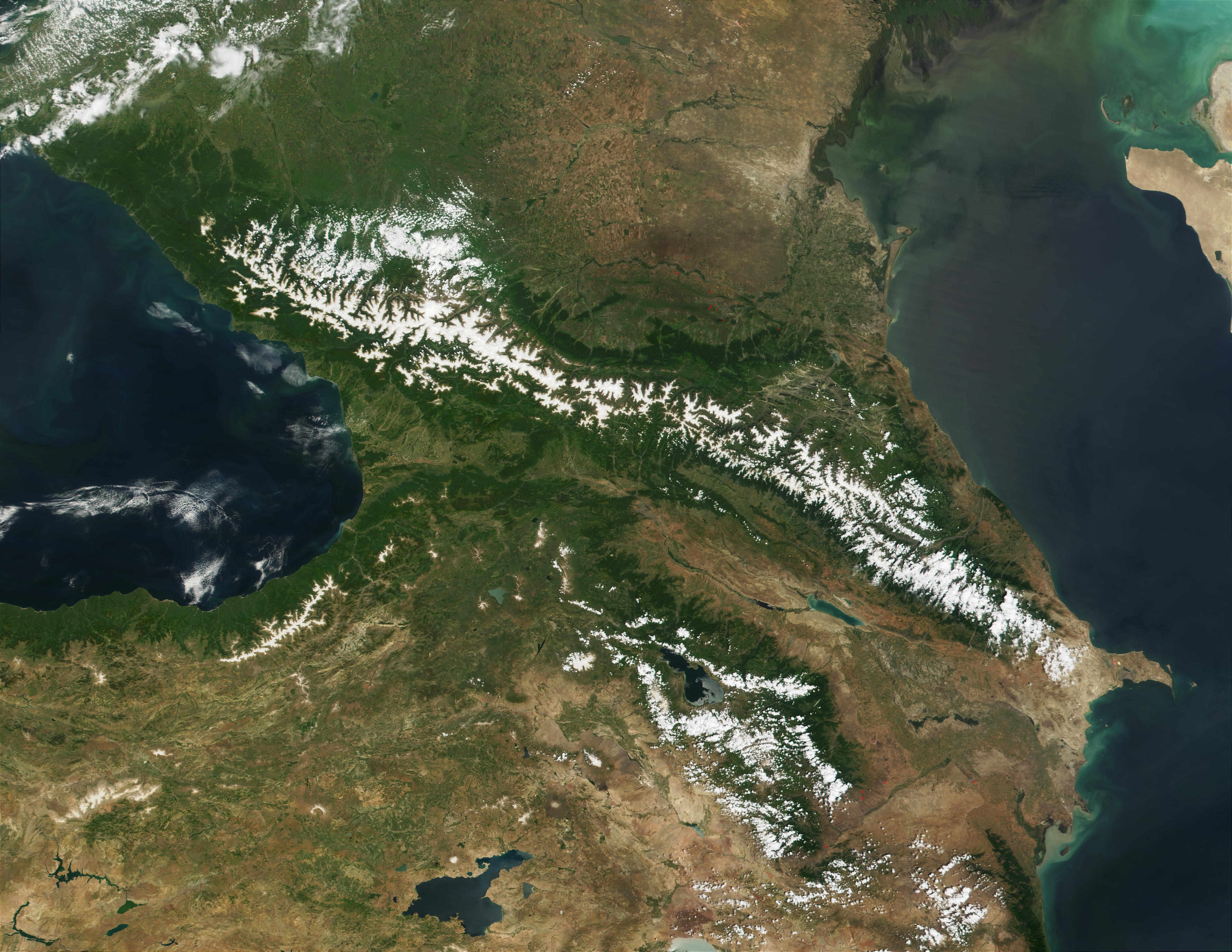
눈 덮인 캅카스산맥이 흑해에서 카스피해까지 비스듬히 놓여있다. 아제르바이잔은 캅카스산맥 동남부의 카스피해 연안에 자리잡고 있다.

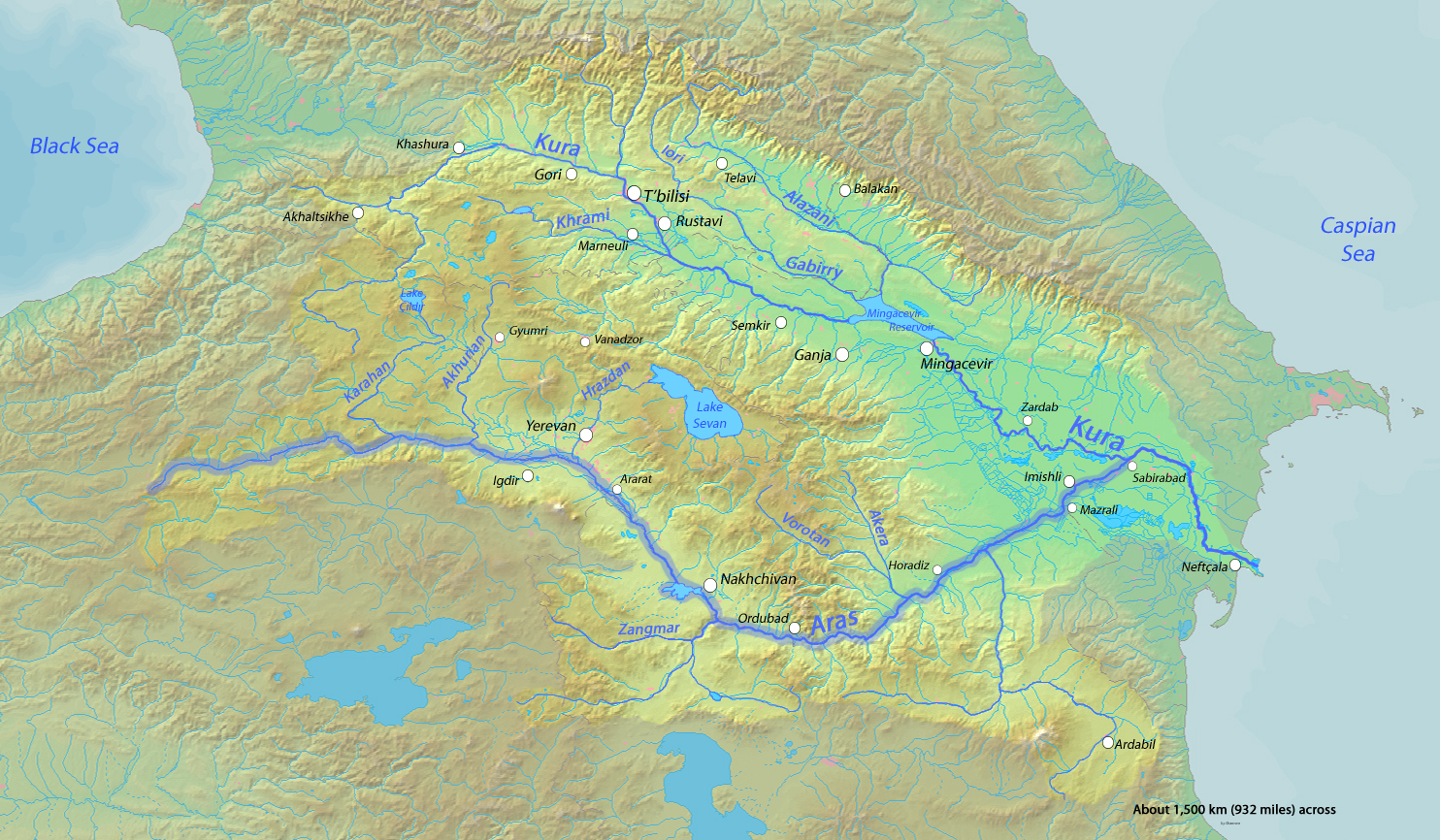
쿠라강과 아라스강

아제르바이잔은 캅카스산맥의 동남부에 있는 국가로 산지가 국토의 절반이 넘는다. 해안에서 내륙까지 급하게 비탈진 국토를 지니고 있다. 기후도 고도에 따라 빠르게 변한다. 동남부 연안 지역은 아열대 기후로 차나무 플랜테이션 농업과 오렌지, 레몬을 재배한다. 수도인 바쿠 근처에 온천이 나오는 화산인 코부스탄산이 있다. 연안 지역 평균 고도는 해발 28 m 정도이다.
조지아, 이란과 접하는 연안 지역을 제외한 나머지 국토는 대부분 산간이다. 북동쪽으로 캅카스산맥을 경계로 러시아의 다제스탄 자치 공화국과 접한다. 서쪽은 아르메니아와 마주하고 있고 말리캅카스산맥이 있다. 남동쪽 끝에 이란과 경계를 이루는 탈리시산맥이 있다. 가장 높은 곳은 캅카스산맥의 바자르뒤주산으로 해발 4,466 m이다. 캅카스산맥에서 발원한 8 개의 강이 쿠라-아라스 저지대의 중앙을 지난다. 쿠라-아라스 저지대는 아제르바이잔의 평야 대부분을 포함하는 곡창지대로 쿠라강과 아라스강의 이름을 따 붙인 이름이다. 쿠라강은 캅카스 지대의 가장 긴 강으로 캅카스 산맥의 조지아 영토에서 시작하여 카스피해로 흐르고, 이와 대조적으로 아라스강은 터키 지역에서 발원하여 카스피해로 흐른다. 서부 민게체비르 인근에 쿠라강을 막아 만든 댐으로 생겨난 민게체비르호는 아제르바이잔 영토에서 가장 큰 담수호로 면적은 605 제곱킬로미터 정도이다. 민게체비르호의 물은 수력발전과 농업용수로 사용된다. 아제르바이잔을 지나는 강들은 수심이 얕아 항해할 수 없다. 아제르바이잔에서 경작이 가능한 지역은 영토의 15%가량이다.

### 산맥
볼쇼이캅카스산맥은 북쪽에서 말리캅카스산맥은 남쪽에서 나란히 동서축으로 발달하여 아제르바이잔의 경계를 이룬다. 볼쇼이캅카스산맥의 북쪽은 러시아와 조지아이고 동쪽 끝에 압세론반도가 카스피해로 튀어 나와 있다. 남쪽에 놓인 말리캅카스산맥은 해발 3,500 m이고,  남동쪽의 탈리시산맥은 이란과 경계를 이룬다.
볼쇼이캅카스산맥의 높은 봉우리들은 만년설로 덮혀있다. 1994년 조사 당시 빙하 면적은 1400 - 1805 ㎢이었다. 캅카스산맥에 빙하가 쌓이기 시작한 것은 플리오세 후기로 마지막 빙기의 극대기였던 후기 플라이스토세에서 홀로세 초기에 전성기를 맞았다. 지금은 기후 변화의 영향으로 빙하량이 줄고 있는 추세이다.:20

### 지질
아제르바이잔은 알프스-히말라야 조산대에 속하며 인근의 아르메니아, 이란 등과 함께 유라시아판과 아라비아판의 경계에 해당한다. 두 판의 충돌로 지진이 자주 일어난다.
아제르바이잔의 기반암은 선캄브리아기의 것이지만, 조산 운동으로 인해 솟아난 산맥은 대부분 쥬라기 초기에 형성된 것이다. 그 뒤 마지막 빙기까지의 퇴적층이 발달하여 있다. :32 조산 운동을 거치면서 솟아 오른 퇴적층 사이에 석유가 함유되어 있어 19세기 이후 주요 산유지로 자리잡고 있다. 2013년 기준 산유량은 매일 138,837 ㎥이다.

## 기후

아제르바이잔의 기후
Bsk 한랭스탭
Dfa 냉대습윤
Cfa 온난습윤
Cfb 서안해양성

아제르바이잔은 고도와 지형에 따라 냉대에서 온대 - 아열대에 이르는 기후를 보인다. 카스피해 연안의 항구 도시인 수도 바쿠는 연중 온난하여 1월 평균 기온 4°C, 7월 평균 기온 25°C이다.
대륙풍, 해양풍, 극지풍, 열대풍 등이 복잡하게 뒤섞이는 데다 산악 지형의 영향을 받아 지역마다 강우량이 크게 차이가 난다. 가장 비가 많은 렌케란의 경우 연간 1,600 - 1,800 mm 의 강우량을 보이는 반면, 비가 적은 압세론은 연간 200 - 350 mm 에 불과하다. 하루에 가장 많은 비가 내렸던 것은 빌리에세르 측우소에서 1955년 측정한 334 mm이다.

## 환경 문제
경제 발전에 따른 수질 오염과 대기 오염이 아제르바이잔의 새로운 문제로 떠오르고 있다. 산유 시설과 화학 공장, 야금 산업 등이 주요 오염원으로 아제르바이잔이 소련의 일부였던 1990년대 초부터 이미 문제가 되었다. 수도 바쿠의 대기질은 극히 열악한데, 산유 시설이 집중되어 있기 때문이다. 바쿠의 대기질은 소련 시절부터 가장 열악한 곳 가운데 하나로 지적되고 있었고, 다른 산업 지역 역시 비슷한 상황이다.
카스피해 연안인 바쿠만은 산유 시설에서 새어 나온 기름과 하수로 심각한 수질 오염을 겪고 있다. 이 때문에 철갑상어를 비롯한 카스피해 물고기들 역시 위험에 처해 있다. 소련 시절 아제르바이잔의 경작지는 아열대 작물의 재배를 위해 과도한 농약 살포가 있었다. 독성 때문에 다른 지역에선 사용이 금지된 DDT와 같은 물질도, 소련이 공식적으로는 금지한 1970년대와 1980년대에도 계속하여 사용되었다. 이러한 농약 사용은 결국 지하수 오염을 불러 일으켰고 지역의 질병률 증가와 출산 장애를 가져왔다.
카스피해는 주변 국의 인위적인 관계 시설 확보 때문에 계속해서 수위가 올라가는 중이다. 1978년에서 1993년 사이 카스피해의 수위는 1.5 m가량 높아졌다. 아제르바이잔과 아르메니아 사이의 나고르노카라바흐 분쟁이 지속되면서 산림이 파괴되고 원시림에 도로가 놓였고, 군사력 증강을 위해 경작지가 개간되었다. 이 모든 일이 환경에 악영향을 미쳤다.
다른 옛 소련 소속의 공화국과 비슷하게 아제르바이잔 역시 1990년대 초 소련 해체 이후에야 모스크바 중심의 경제에서 탈피하기 시작하였는데, 이 와중에 환경 관련 규제를 정비할 조직은 있었지만 운영은 예산 부족으로 유명무실한 상황이었다. 그 결과 대기와 수질 오염을 규제할 기준을 마련하지 못하고 환경 상태를 감시하지 못한 것이 환경 문제를 극대화 시킨 원인 가운데 하나이다. 아제르바이잔은 1994년이 되어서야 유럽 연합의 기금으로 카스피해 보호 국제 포럼에 참여할 수 있었다.

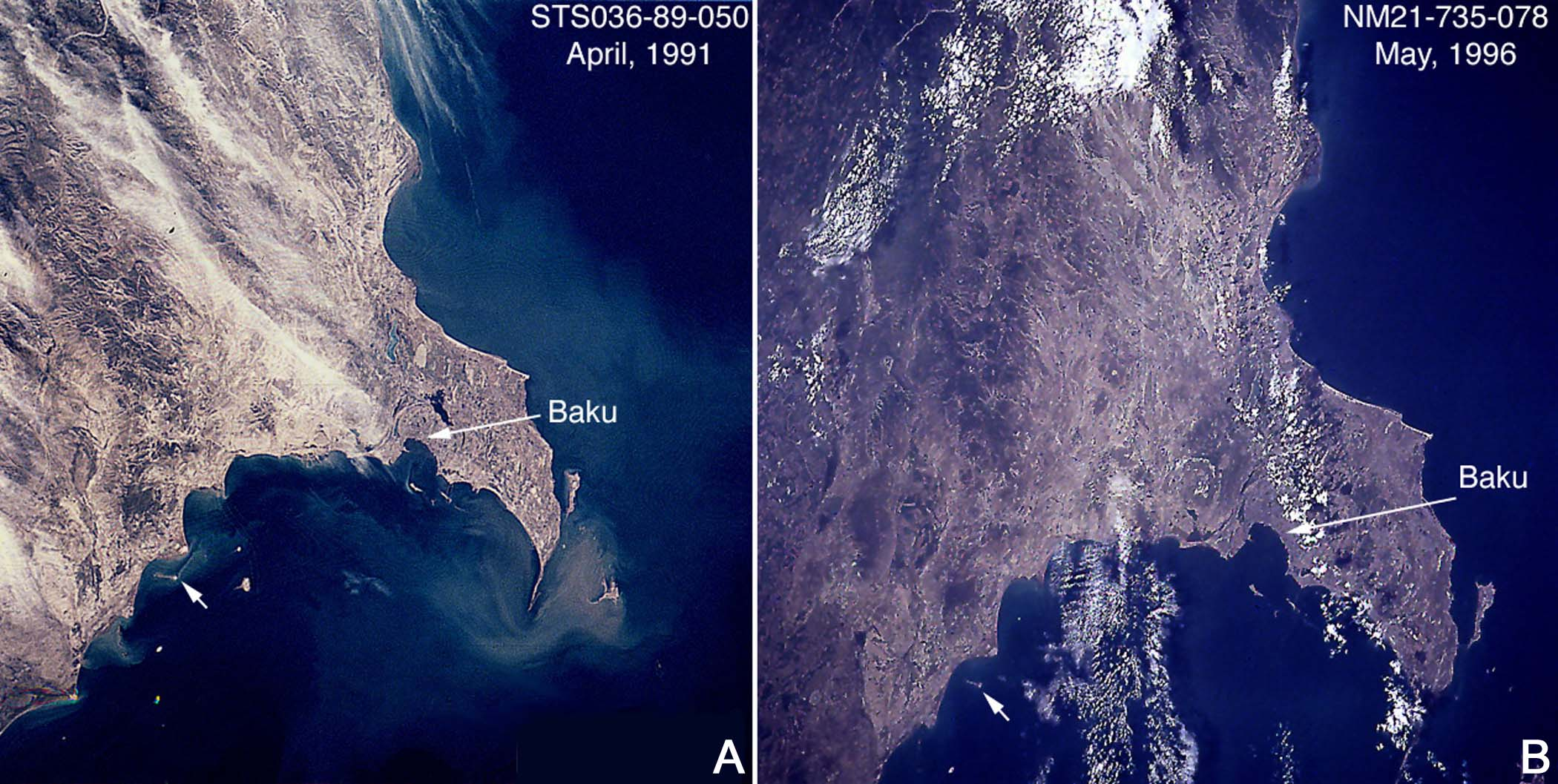
1991년과 1996년의 바쿠 인근 해안선. 수위 상승으로 지형이 변했다.

## 자원
아제르바이잔의 주요 자원은 우선 석유를 들 수 있다. 그 외에 천연가스, 셰일가스, 이탄 등을 생산하고 있다.
경작지는 국토의 22.95 % 로 2018년 작물 별 생산량은 아래와 같다.
| 작물 | 생산량 (천톤)  | 작물   | 생산량 (천톤) |
| ---- | -------------- | ------ | ------------- |
| 밀   | 2,000          | 보리   | 916           |
| 감자 | 898            | 토마토 | 609           |
| 수박 | 307            | 사탕무 | 277           |
| 사과 | 277            | 옥수수 | 247           |
| 양파 | 235            | 목화   | 233           |
| 오이 | 223            | 포도   | 167           |
| 감   | 160 (세계 5위) | 양배추 | 108           |